# Slaget vid Nybøl
Slaget vid Nybøl utkämpades den 28 maj 1848, under Slesvig-holsteinska kriget. Slaget stod mellan 14 000 danska soldater under Hans Hedemann och en tysk styrka på 7 000 man ledd av Hugh Halkett. Striderna slutade med dansk seger och hjälpte till att höja moralen i den danska armén.

## Bakgrund
Efter nederlagen vid Slesvig och Oversø retirerade de underlägsna danska styrkorna till ön Als. Medan danskarna grupperade om sig avancerade tyska trupper under Friedrich von Wrangel in i Jylland och besatte fästningen Fredericia som tidigare övergivits av försvararna. Den tyska inmarschen på riksdanskt territorium fick dock politiska komplikationer. 
Den svensk-norske kungen Oscar I lät samla 16 000 soldater i Skåne och gjorde klart för tyskarna att Sverige-Norge inte tolererade ytterligare gränsöverskridningar. Samtidigt kom också påtryckningar från Ryssland. Risken för ytterligare konflikter avskräckte den preussiska regeringen till den grad att Wrangel beordrades att dra sig tillbaka till Slesvig. För att skydda reträtten placerade Wrangel en styrka på 6 000 man i området mellan Rendsburg och Flensburg. I trakten kring Sundeved stod ytterligare 10 000 man för att förhindra eventuella danska landstigningsförsök. Resten av den tyska armén samlades mellan Åbenrå och Velje. 
De tyska styrkorna i Slesvig uppgick till totalt 31 000 man, med 74 artilleripjäser. De tyska truppernas spridning över landskapet gav dock danskarna möjlighet att föra över trupper från Als utan att möta koncentrerat motstånd. Den danska flottan hade visserligen totalt sjöherravälde, men hade inte kapacitet att transportera hela armén under en korsning. Danskarna höll fortfarande ett brohuvud vid Sønderborg som var anslutet till Als via en pontonbro. Det danska anfallet planerades till den 28 maj. Den tyske befälhavaren i Sundeved, Hugh Halkett, hyste misstankar om ett förestående danskt angrepp och skickade därför bud till Wrangel om förstärkningar. Wrangel trodde dock att den danska armén på Als inte var stark nog för att utgöra något allvarligt hot.

## Slaget
Vid middagstid satte sig de danska trupperna i rörelse mot fastlandet. Anfallet riktades mot de tyska ställningarna vid Dybbøl kvarn. Den danska 4:e brigaden gick som sista förband över pontonbron och avancerade längs med stranden mot norr. Framryckningen understöddes av danska kanonslupar i Vemmingbund. De tyska jägarförbanden vid kvarnen skulle precis bli avlösta när danskarna gick till anfall. När man förstod hur stor den danska styrkan var förstärktes ställningen vid kvarnen med två infanteribataljoner. Trots det tvingades de tyska trupperna snart att ge vika inför övermakten och retirerade till Nybøl, där större delen av de tyska styrkorna var samlade. 
Halkett fick rapporter striderna i sitt huvudkvarter vid Gråsten och färdades så fort han kunde till slagfältet. Den 7 000 man starka tyska styrkan hade tagit upp starka ställningar, understödda av 16 kanoner. Det inledande danska anfallet mot ställningen slogs tillbaka av artillerielden. Skottlossningen från slagfältet uppfattades av Schleppegrell som strax innan erövrat Nybøl by. Schleppegrell lyckades att kringgå den tyska flanken med sin brigad och utsatte det tyska artilleriet för ett hårt bombardemang. Den tyska artillerielden upphörde varpå de övriga danska trupperna åter gick till anfall. Av rädsla för att bli inringad gav Halkett order om att retirera mot Adsbøl.

## Följder
De danska förlusterna uppgick efter slaget till cirka 150 döda och sårade med liknande förluster på den tyska sidan. Slaget var den första större danska segern under kriget och bidrog till att höja moralen inom armén inför kommande strider. 

### Webbkällor
- http://www.fredericiashistorie.dk/html/fredericia/artikler/dybboel_48.html